# Айлендеди

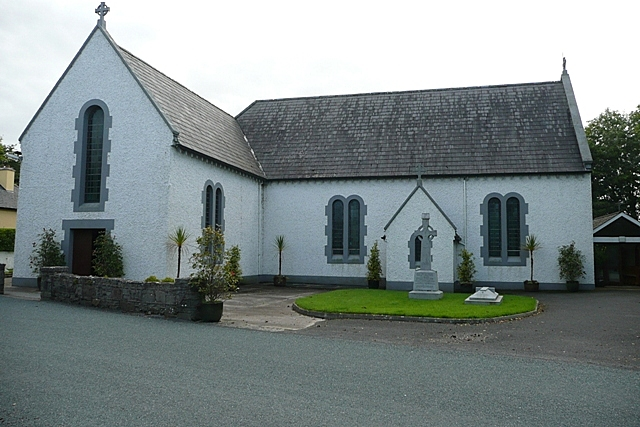
Церковь святого Патрика

Айлендеди (англ. Islandeady; ирл. Oileán Éadaí, «остров Эйдена») — деревня в Ирландии, находится в графстве Мейо (провинция Коннахт). Население — 1 550 человек (по переписи 2002 года).
Название, вероятно, происходит от Святого Эйдена, основавшего церковь на склоне кладбища.
Айлендеди сильно пострадала от Великого голода: в 1834 году численность местных католиков была 9164 человека, через два десятилетия — вдвое меньше; в 1844 году в деревне крестили 370 детей, спустя 9 лет — лишь 100.